# Elfos nocturnos
Los elfos nocturnos o elfos de la noche son una raza ficticia de elfos de la serie de videojuegos Warcraft, de la compañía Blizzard Entertainment; aparecieron por primera vez en Warcraft III. Son la raza que usa más magia entre los humanos, muertos vivientes y orcos. Están en eterna armonía con la naturaleza desde que salvaron al Árbol del Mundo que dotaba a todo el mundo con energías mágicas. Al salvar al árbol todas las demás razas estaban en la ruina, pero ellos siguieron disfrutando de la inmortalidad que el Árbol del Mundo les había otorgado.

## Forma de vida
Los elfos nocturnos son una raza versátil que vive oculta en los bosques. Son pacíficos, pero a la vez territoriales.
Adoran a la diosa Elune.
Se esconden fundiéndose en las sombras, poder concedido por la misma.
Su vida se centraba en el pozo de la eternidad, fuente de maná de la cual se alimentaban y curaban (este poder de curación también puede ser utilizado con las abominaciones). 
Los fuentes lunares no guardan relación con la fuente del sol. 
Son una raza poderosa aún sin disponer de una tecnología muy avanzada.

## Edificios y constructores
Los encargados de construir los edificios y juntar recursos son los fuegos fatuos, espíritus amigables de elfos nocturnos que juntan madera uniéndose al árbol, extrayéndola sin dañarlo. 
En la mina de oro, lo extraen  a través de las raíces que instala el árbol de la eternidad, de la vida o de las edades.
Para construir sus edificaciones los fuegos fatuos hacen un montículo de tierra en el que crecen árboles y hay espíritus y, en el caso de los ancestros, el fuego crece dentro de ese montículo y se convierte en un ancestro del viento, de la guerra, de la sabiduría, prodigioso, protector o simplemente un árbol de las edades. En el caso de la sala de los cazadores, la guarida de la quimera y el pozo lunar el fuego fatuo no se consume al crear el edificio.

## Sus guerreros
- Arquera: Atacante básica de larga distancia, puede montar un hipogrifo. Son muy débiles en el combate cuerpo a cuerpo y reciben daño severo de espadas, hachas y lanzas. En grupo son letales y usan poca ropa.
- Cazadora: Atacante a corto alcance con resistencia media al combate cuerpo a cuerpo con las habilidades sable lunar y centinela. Cada una tiene la habilidad de enviar el espíritu de un búho, con el que comparten un vínculo especial a un árbol, al igual que las arqueras usan poca ropa.
- Dríade: Antihechicera con la habilidad de veneno lento y abolir magia. Es inmune a los hechizos. Conocidas como las hijas de Cenarius, su aspecto es mitad elfa nocturna sin vestimenta que cubre su torso y su otra mitad es mitad ciervo.
- Ballesta: Arma de asedio de los elfos nocturnos, tiene la habilidad espadas vorpales.
- Hipogrifo: Bestia voladora de ataque melée, tiene la habilidad de cargar arquera.
- Jinete de Hipogrifo: Arquera en el lomo del hipogrifo, puede atacar unidades de tierra y aire.
- Quimera: Dragón volador de dos cabezas, tiene la habilidad aliento corrosivo.
- Druida de la garra: Hechicero de los vientos, tiene las habilidades fuego faérico, ciclón y forma de cuervo de la tormenta.
- Druida de la zarpa: Hechicero de la tierra, tiene las habilidades rejuvenecer, bramar y forma de oso.
- Gigante de la montaña: Guerrero de melée preparado para absorber grandes cantidades de daño con las habilidades agarrar, mazo de guerra y provocar.
- Dragón Faérico: Pequeño dragón hechicero, tiene las habilidades cambiar de estado y llamarada de maná.

## Héroes
- Cenarius (Guardián del bosque): Semidiós de los elfos nocturnos con poderosos ataques de caos y armadura divina, que termina siendo asesinado por los orcos sedientos de sangre del clan Warsong.
- Malfurion Stormrage (Archidruida): El druida más poderoso que ha pisado el mundo. Porta el cuerno de Cenarius, el cual puede despertar a los druidas de la garra y a los druidas de la zarpa del sueño esmeralda.
- Illidan Stormrage (Cazador de Demonios): Encerrado anteriormente por su traición, luego liberado y tentado a tomar el poder de la calavera de Gul'Dan. Finalmente, se convierte en un semidemonio que luego con la ayuda de los naga de Vashj y los elfos sanguinarios de Kael`Thas intenta destruir al rey exanime en su trono de hielo.
- Tyrande Whisperwind (Sacerdotisa de la Luna): Poderosa heroína arquera que fue ascendida durante la guerra de los ancestros, por lo que monta un tigre de bengala blanco. Ella será la que note que los humanos, orcos y muertos invaden sus tierras y junto a Malfurion Stormrage, los orcos y los humanos retrasará el ascenso de la Legión Ardiente hacia la cima del monte Hyjal.
- Maiev Shadowsong (Guardiana): Fue la que encerró a Ilidan luego de su traición. Al éste ser liberado de su prisión por Tyrande, Maiev sólo pensará en atraparlo y vengarse.

## Territorio
Los elfos nocturnos habitan en el valle de Ashenvale, el Monte Hyjal lugar donde reposa el árbol del mundo, el bosque de Felwood, que fue el primer lugar que invadieron los muertos vivientes y la legión ardiente en la búsqueda del Árbol del Mundo, y el territorio de Azshara, que fue el primer lugar en el que se vio a los Naga. También se encuentran en costa oscura donde hay unas ruinas, el sitio está maldito.
su capital es Darnasuus que se ubica en Teldrassil y otras partes donde habitan son: Montaña Stonetalon y desolace.

## Curiosidades
- Aszhara fue una antigua emperatriz de los elfos nocturnos que confraternizó con la legión de fuego y esto provocó que el Pozo de la eternidad implosionara matando a muchos y convirtiendo a otros en nagas.
- El primer cazador de demonios fue Illidan Stormrage creyendo que solo vencerían a los demonios usando su propio poder contra ellos
- Illidan consiguió sus características espadas curvas al arrebatárselas al demonio Azzinoth después de la muerte de este último durante la guerra de los ancestros
- Según algunas especulaciones, Blizzard tiene una obsesión por poner a la venganza como algo que no satisface completamente. Maiev Shadowsong, logra su venganza al alcanzar y derrotar a Illidan, pero a las puertas de la muerte éste le dice que una cazadora no es nada sin su presa, y que ella no sería nada si Illidan muriese. Maiev finalmente le da la razón tras su muerte, sintiéndose vacía. Más tarde, Sylvanas se enfrenta a la muerte de Arthas. Al darse cuenta de que las cuentas con él están ya saldadas, ésta medita y les pregunta a los jugadores que ocurrirá con los no-muertos, a pesar de que ya no dependen de Arthas, y al mismo tiempo expresa su sentimiento de vacío, pidiendo a los jugadores que la dejen sola para poder meditar.
- Maiev tuvo muchas solicitudes de otros trabajos mientras era guardiana de Illidan, pero se desconoce la razón por la que no los aceptaba, así como lo que hacía en la cárcel subterránea.
- El odio de Maiev hacia Illidan no sólo se debe a su estatus de traidor también se debe a casi matar a su hermano jarod y matar a sus guerreras y mejor amiga naisha cuando iban a capturarlo